# Châteauneuf-la-Forêt
Châteauneuf-la-Forêt è un comune francese di 1 671 abitanti situato nel dipartimento dell'Alta Vienne nella regione della Nuova Aquitania.

## Società

### Evoluzione demografica
Abitanti censiti